# Ulcus molle

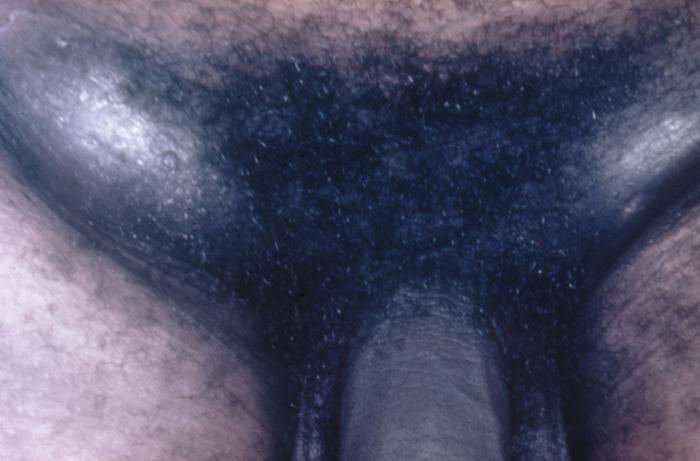
Abcessen in de lymfklieren (adenopathie) in de liezen als gevolg van de bacterie Haemophilus ducreyi.

Ulcus molle, chancroïd of zachte sjanker is een geslachtsziekte die vooral in tropische landen voorkomt. Andere benamingen voor deze venerische ziekte zijn weke sjanker en venerische zweer.
Ulcus molle is een risicofactor voor daadwerkelijke besmetting met het hiv als de patiënt in aanraking komt met het virus.

## Symptomen
De ziekte veroorzaakt een pijnlijke zweer op de penis of op de vagina en pijnlijke lymfeklierzwellingen in de lies.

## Veroorzaker
Ulcus molle wordt veroorzaakt door de bacterie Haemophilus ducreyi. De incubatietijd bedraagt enkele dagen.

## Behandeling
Behandeling van Ulcus molle vindt plaats met een antibioticum in injectievorm zoals erytromycine of ceftraxion. De ten gevolge van ulcus molle vaak optredende abcessen in de lymfeklieren van de liezen worden zo nodig met een injectiespuit ontdaan van pus.